# Venezzia
Venezzia es una película venezolana, protagonizada por la actriz venezolana Ruddy Rodríguez y el actor mexicano Alfonso Herrera. Está basada en una historia real que sucedió en Venezuela en 1942 durante la Segunda Guerra Mundial, donde se mezcla el mundo del espionaje con un triángulo amoroso.

## Sinopsis
En 1942, los nazis logran hundir en el Caribe a varios barcos cisterna en el que aprovisionaban de combustible a los aliados durante la Segunda Guerra Mundial. Para garantizar ese suministro, el Ejército de Estados Unidos manda a Venezuela a Frank (Alfonso Herrera), un técnico en comunicaciones que se verá envuelto en un triángulo amoroso con Venezzia (Ruddy Rodríguez), la esposa de un capitán venezolano. Así se nos cuenta una historia de amor enmarcada dentro de hechos históricos.

## Reparto
- Alfonso Herrera como Frank Moore: Un especialista en decodificación estadounidense enviado a un pequeño pueblo en la costa venezolana con la misión de interceptar posibles comunicaciones nazis para atentar contra los tanques petroleros con los que se abastecía a la flota de la Fuerza Área Real Inglesa.
- Ruddy Rodríguez como Venezzia: La esposa del comandante, una mujer encerrada en su casa y que sufre una enfermedad degenerativa que la está dejando ciega.
- Johanna Morales como Ángela.
- Valentina Rendón como Graciela.
- Rafael Romero como Enrique.
- William Goite como Eduardo.
- Guillermo García como Mayor Manny Díaz.
- Malena González como Celeste.
- Maleja Restrepo como Isabel Núñez de Díaz.
- Santiago Cepeda como Carlomagno.
- Rita Bendeck como Tomasa.
- Alejandra Azcárate como Estefanía.
- Felix Antequera como Nicolás.

## Premios
Premio El Universo del Espectáculo 2009, en Venezuela.
| Año  | Categoría      | Persona         | Resultado |
| ---- | -------------- | --------------- | --------- |
| 2009 | Mejor Película | Mejor Película  | Ganadora  |
| 2009 | Mejor guion    | Mejor guion     | Ganador   |
| 2009 | Mejor Director | Haik Gazarian   | Ganador   |
| 2009 | Mejor actriz   | Ruddy Rodríguez | Ganadora  |
| 2009 | Mejor actor    | Rafael Romero   | Ganador   |

Premio AFFMA International Film Festival 2009, Los Ángeles.
| Año  | Categoría      |                | Resultado |
| ---- | -------------- | -------------- | --------- |
| 2009 | Mejor Película | Mejor Película | Ganadora  |
| 2009 | Mejor guion    | Mejor guion    | Ganadora  |

Silver Lei Award en el Honolulu Film Festival 2010, Hawái.
| Año  | Categoría              |                        | Resultado |
| ---- | ---------------------- | ---------------------- | --------- |
| 2009 | por Excelencia en Cine | por Excelencia en Cine | Ganadora  |

Festival Internacional de Cine de Canadá 2010.
| Año  | Categoría   | Persona         | Resultado |
| ---- | ----------- | --------------- | --------- |
| 2009 | Mejor Actor | Alfonso Herrera | Ganador   |

Sonoma International Film Festival 2010, California.
| Año  | Categoría                 |                           | Resultado |
| ---- | ------------------------- | ------------------------- | --------- |
| 2009 | Mejor Película Extranjera | Mejor Película Extranjera | Ganadora  |

Amsterdam Film Festival 2010.
| Año  | Categoría                    |                              | Resultado |
| ---- | ---------------------------- | ---------------------------- | --------- |
| 2009 | Mejor Largometraje romántico | Mejor Largometraje romántico | Ganadora  |